# Сто карбованцев
Сто карбованцев  (укр. Сто карбованців) — номинал денежных купюр, выпускавшихся:
- Украинской Народной Республикой в 1918—1919 годах;
- Рейхскомиссариатом Украина в 1942—1944 годах;
- Национальным банком Украины в 1992—1995 годах.

## Банкноты 1918—1919 годов

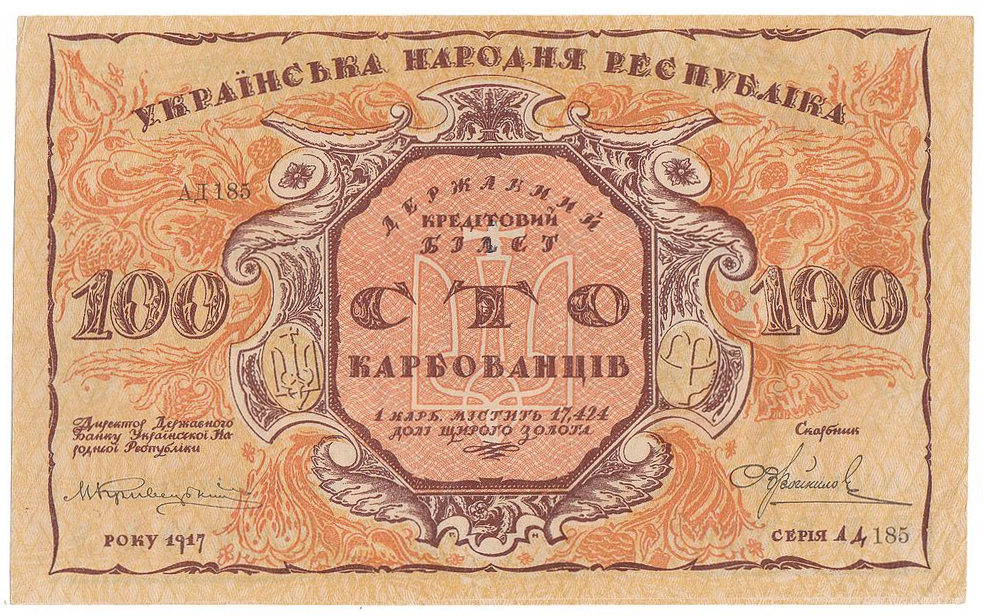
100 карбованцев образца 1917 года

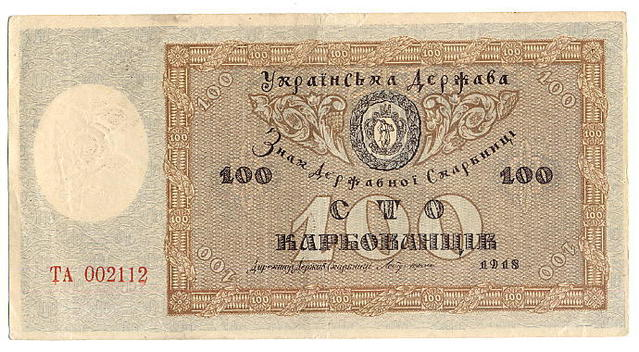
100 карбованцев образца 1918 года

Банкнота в 100 карбованцев образца 1917 года была выпущена в обращение 5 января 1918 года. Это была первая купюра, выпущенная Украинской Народной Республикой. На всех купюрах указан один номер — АД 185. Банкноты печатались в Киеве в типографии В. Кульженко. Использование обычной бумаги и отсутствие водяных знаков способствовали появлению большого количества подделок. Существует разновидность купюры — с перевёрнутым реверсом.
В августе 1919 года правительством Симона Петлюры начат выпуск знаков Государственного казначейства в 100 карбованцев образца 1918 года. Для печати были использованы клише, изготовленные при правительстве Скоропадского, поэтому на купюрах указано название государства — Украинская держава. Банкноты печатались в городе Каменец-Подольский.

## Банкнота Рейхскомиссариата Украина

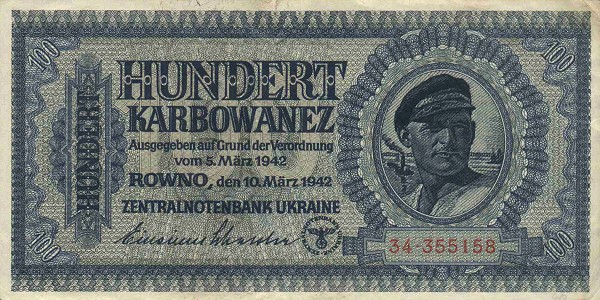
100 карбованцев 1942 года

В центре на фоне номинала цифрами «100» номинал прописью на немецком языке: HUNDERT KARBOWANEZ (Сто карбованцев). Под ним текст: Ausgegeben auf Grund der Verordnung vom 5. März 1942 / ROWNO, den 10. März 1942. ZENTRALNOTENBANK UKRAINE (Выпуск на основании распоряжения от 5 марта 1942 г. Ровно, 10 марта 1942 г. Центральный эмиссионный банк Украины). В самом низу — подпись управляющего банком, справа от подписи штамп в виде герба Германской империи (орёл с распростёртыми крыльями держит венок из дубовых ветвей со свастикой), снизу по часовой стрелке надпись по кругу: ZENTRALNOTENBANK UKRAINE. По четырём углам банкноты номинал цифрами, слева вертикальная надпись большими буквами снизу вверх: HUNDERT (Сто), отделённая рамкой от основного поля банкноты. Справа в округлой фигурной мандале — портрет моряка в кепке на фоне моря с пароходами, под ним обозначение серии, отделённое точкой от шестизначного номера; все цифры и точка — красного цвета. Цвета фона — тёмно-оливковый и сине-чёрный, цвет печати — синий.
В центре в округлой фигурной мандале номинал большими цифрами. Вверху в две строки надпись на немецком языке: ZENTRALNOTENBANK UKRAINE / HUNDERT KARBOWANEZ, снизу под цифрой та же надпись на украинском языке: СТО КАРБОВАНЦІВ / ЦЕНТРАЛЬНИЙ ЕМІСІЙНИЙ БАНК УКРАЇНА. Слева от центрального номинала — предостерегающая надпись в три строки: GELOFÄLSCHUNG WIRD MIT ZUCHTHAUS BESTRAFT, справа от номинала та же надпись на украинском языке: ФАЛЬШУВАННЯ ГРОШЕВИХ ЗНАКІВ КАРАЄТЬСЯ ТЯЖКОЮ ТЮРМОЮ (Изготовление фальшивых денежных знаков карается тюремным заключением). По четырём углам банкноты номинал цифрами. Цвета фона — тёмно-оливковый и сине-чёрный. Бумага — белая с многоцветной вертикальной волокнистой полосой в середине лицевой стороны.
Банкнота в 100 карбованцев выпущена в обращение в 1942 году Центральным эмиссионным банком Украины. Использовалась до конца 1944 года.

## Банкноты 1992—1995 годов

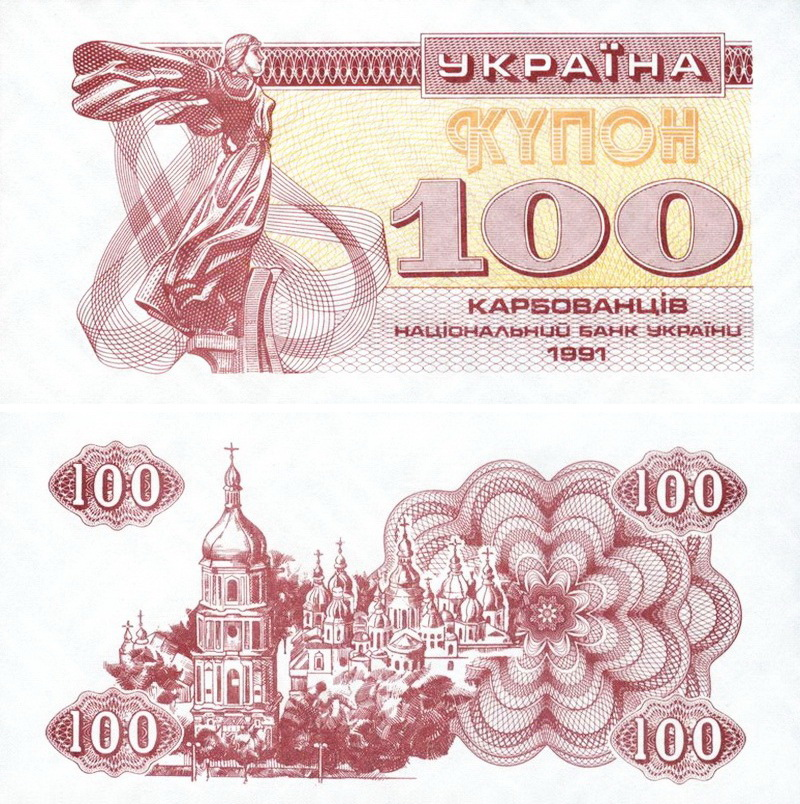
100 карбованцев образца 1991 года

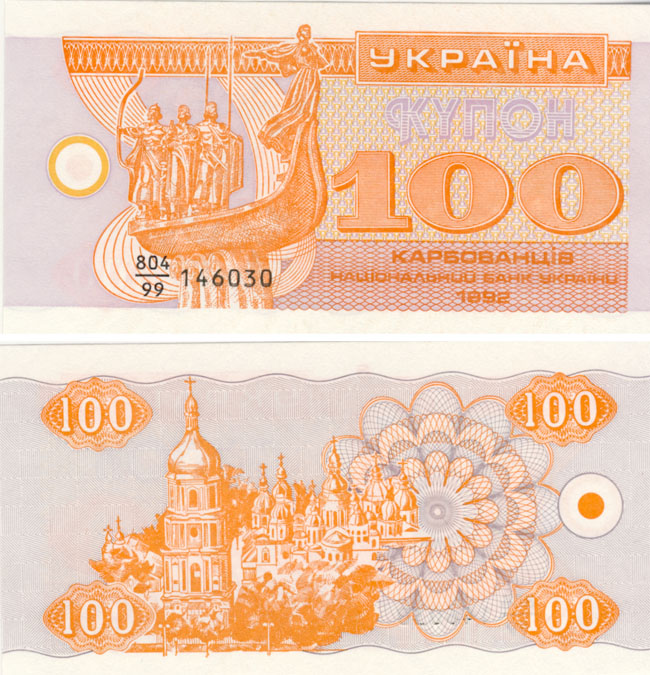
100 карбованцев образца 1992 года

Первые банкноты номиналом 100 карбованцев были изготовлены на Специальной банковской типографии во Франции в 1991 году и фирмой «Томас де ла Рю» в Великобритании в 1992 году.
Банкноты печатались на белой бумаге. Размер банкнот составлял: длина 105 мм, ширина — 53 мм. Водяной знак — «паркет».

### Образец 1991 года
На аверсной стороне банкноты в центральной части слева размещено скульптурное изображение Лыбеди с Памятного знака в честь основания Киева. С правой стороны на банкноте содержатся надписи Украина, Купон, 100 карбованцев, Национальный банк Украины и год выпуска — 1991.
На реверсной стороне банкноты размещено гравюрное изображение Софийского собора в Киеве и в каждом из углов обозначен номинал купюры. Преобладающий цвет на обеих сторонах — розовый.
Банкнота введена в обращение 10 января 1992 года, изъята — 15 марта 1995 года.

### Образец 1992 года
На аверсной стороне банкноты в центральной части слева размещено изображение Памятного знака в честь основания Киева. С правой стороны на банкноте содержатся надписи Украина, Купон, 100 карбованцев, Национальный банк Украины и год выпуска — 1992.
На реверсной стороне банкноты размещено гравюрное изображение Софийского собора в Киеве и в каждом из углов обозначен номинал купюры. Преобладающий цвет на обеих сторонах — оранжевый.
Банкнота введена в обращение 25 мая 1992 года, изъята — 15 марта 1995 года.